# Ernst Baldinger
Ernst Baldinger-Müller, zitiert Ernst Baldinger, (* 5. Januar 1911 in Binningen; † 8. Dezember 1970) war ein Schweizer Physiker.
Baldinger besuchte die Obere Realschule in Basel und studierte Elektrotechnik an der ETH Zürich mit dem Diplom 1935. Danach wechselte er zur Kernphysik und wurde 1938 bei Paul Scherrer promoviert (Kernumwandlungen von Stickstoff mit schnellen Neutronen). Danach war er in der Abteilung Industrielle Forschung (AfiF) des Instituts für Technische Physik der ETH bei Professor Fritz Fischer tätig, bevor er 1945 an die Universität Basel wechselte, wo er 1952 ordentlicher Professor wurde und 1959 Vorstand des neu gegründeten Instituts für Angewandte Physik.
Anfangs befasste er sich mit Elektronik in der Kernphysik (Verstärker, Elektronik von Zählrohren, Analog-Rechengeräte u. a.), nach der Erfindung des Transistors wandte er sich Transistor-Schaltungen zu und zuletzt Festkörperdetektoren.

## Schriften
- Kaskadengeneratoren, Handbuch der Physik, Band 8/44, 1959